# East McKeesport
McKeesport es un borough ubicado en el condado de Allegheny en el estado estadounidense de Pensilvania. En el año 2000 tenía una población de 2343 habitantes y una densidad poblacional de 2319.6 personas por km².

## Geografía
McKeesport se encuentra ubicado en las coordenadas 40°23′3″N 79°48′29″O / 40.38417, -79.80806.

## Demografía
Según la Oficina del Censo en 2000 los ingresos medios por hogar en la localidad eran de $28 431 y los ingresos medios por familia eran $38 000. Los hombres tenían unos ingresos medios de $31 700 frente a los $23 182 para las mujeres. La renta per cápita para la localidad era de $16 695. Alrededor del 8.3% de la población estaba por debajo del umbral de pobreza.